# 遂寧靈泉寺
靈泉寺位於四川省遂寧市東城區，文物遺址年代判定為明代、清代。2007年6月1日公佈為四川省第七批文物保護單位。